# أليخاندرو كوربيلو
أليخاندرو كوربيلو (بالإسبانية: Alejandro Curbelo)‏ هو لاعب كرة قدم أوروغواياني في مركز الدفاع، ولد في 19 سبتمبر 1973 في مونتيفيديو في الأوروغواي. شارك مع منتخب الأوروغواي لكرة القدم. أما مع النوادي، فقد لعب مع ديفينسور سبورتينغ وسنترال إسبانيول ومونتيفيديو واندررز وميرامار ميشنس ونادي راسينغ مونتيفيديو وناسيونال مونتيفيديو.

## وصلات خارجية
- أليخاندرو كوربيلو على موقع قاعدة بيانات كرة القدم.إي يو (الإنجليزية)
- أليخاندرو كوربيلو على موقع ناشيونال فوتبول تيمز (الإنجليزية)